# Samantha Richards
Samantha Richards (24 de fevereiro de 1983) é uma basquetebolista profissional australiana, medalhista olímpica.

## Carreira
Samantha Richards integrou a Seleção Australiana de Basquetebol Feminino, em Londres 2012, conquistando a medalha de bronze.